# Среднево
Сре́днево (болг. Среднево) — село в Кирджалійській області Болгарії. Входить до складу общини Черноочене.

## Населення
За даними перепису населення 2011 року у селі проживали 193 особи, з них 192 особи (99,5%) — турки.
Розподіл населення за віком у 2011 році:
Динаміка населення: